# Gustave Thibon
Gustave Thibon (Saint-Marcel-d'Ardèche, 2 settembre 1903 – Saint-Marcel-d'Ardèche, 19 gennaio 2001) è stato un filosofo e scrittore francese.
È stato definito "il filosofo contadino" ("le philosophe-paysan").

## Biografia
Nato in un piccolo comune del Midi francese, regione del Rodano-Alpi, da una famiglia contadina, a sei anni inizia a frequentare le scuole elementari del suo villaggio e a dodici anni passa al collegio di Bourg-Saint-Andéol. Di quel periodo dice: "Ma la scuola mi pesava; volevo lavorare [...] la terra". A quattordici anni diviene agnostico, a quindici, nel 1918, perde la madre. Nel 1925 lascia la sua patria per recarsi dapprima a Londra, poi in Italia e, infine, in Africa settentrionale dove conosce i patimenti della fame. Nel 1926 torna nel paese natale.
Attraverso la lettura di scrittori come Léon Bloy e Jacques Maritain si converte a un cattolicesimo più personale. Su invito dello stesso Maritain, pubblica il primo scritto nel 1931 sulla Revue thomiste.
Nel luglio 1941 Thibon accoglie nella sua fattoria Simone Weil. A lui la pensatrice, nell'aprile del 1942 prima di partire per il Marocco, consegna i suoi quaderni pieni di appunti; da questi testi manoscritti Thibon seleziona i pensieri raccolti nel libro La Pesanteur et la Grâce (La pesantezza e la grazia, o L'ombra e la grazia) che egli pubblica nel 1947, facendo conoscere al mondo la giovane filosofa morta quattro anni prima di tubercolosi.
Il 19 gennaio 2001, a Saint-Marcel-d'Ardèche, dove era nato, è scomparso, quasi centenario, lasciando tre figli e nipoti. Le opere fondamentali per comprendere Thibon sono Ritorno al reale e le Diagnosi.

## Quadro sintetico del suo pensiero
"Non sono un autodidatta, perché i libri sono dei maestri. Ma, se ho detto che a scuola il ragazzo impara spesso a manifestare ciò che non è e a diventare ciò che intimamente è, io non ho avuto questa grazia o questa disgrazia e mi sono formato a contatto diretto di libri e di testimoni viventi senza passare per i canali della scuola e dell'università".
In questo modo il filosofo-contadino descrive il suo percorso di studi, caratterizzato da una sincera sete di conoscenza e dalla ricerca della verità delle cose, della realtà.
Nelle sue opere si fondono un'analisi acuta delle storture della Modernità, bacchettata nei suoi errori e contraddizioni, e un autentico anelito all'universale.

## Premi
Per l'insieme della sua opera letteraria, nel 1964 gli viene conferito il Gran premio di letteratura dell'Académie française.
Nel 2000 riceve il Gran premio di filosofia della medesima Accademia per l'insieme della sua opera filosofica.

## Opere
- La Science du caractère : l'œuvre de Ludwig Klages, Paris, Desclée De Brouwer et Cie, 1933.
- Poèmes, collana Cahiers des poëtes catholiques, Paris, A. Magné, 1940.
- Diagnostics : essai de physiologie sociale, Paris, Librairie de Médicis, 1940. Versione integrale originale 1945.
- Destin de l'homme : réflexions sur la situation présente de l'homme, Bruges, Desclée de Brouwer, 1941.
- L'Échelle de Jacob, Lyon, H. Lardanchet, 1942.
- La Communauté de destin, Vichy, Cahiers de formation politique, 1943.
- Retour au réel : nouveaux diagnostics, Lyon, H. Lardanchet, 1943.
- Le Pain de chaque jour, Monaco, Éditions du Rocher, 1945.
- Ce que dieu a uni : essai sur l'amour, Lyon, H. Lardanchet, 1946.
- Offrande du soir, Lyon, H. Lardanchet, 1946.
- François-René de Chateaubriand : choix de textes et introduction par Gustave Thibon, Monaco : Rocher, 1948.
- Nietzsche ou le déclin de l'esprit, Lyon, H. Lardanchet, 1948.
- Paysages du Vivarais, Paris, Plon, 1949.
- Simone Weil telle que nous l'avons connue, coautore Joseph-Marie Perrin, Paris, Éditions du vieux colombier, 1952.
- La Crise moderne de l'amour, Paris-Bruxelles, Éditions universitaires, 1953.
- Notre regard qui manque à la lumière, Paris, Amiot-Dumont, 1955.
- Vous serez comme des dieux, (tragedia), Paris, A. Fayard, 1959.
- L'Ignorance étoilée, Paris, A. Fayard, 1974.
- L'Équilibre et l'Harmonie, Paris, A. Fayard, 1976.
- Le Voile et le Masque, Paris, A. Fayard, 1985.
- L'Illusion féconde, Paris, A. Fayard, 1995. ISBN 2213595097.
- Ils sculptent en nous le silence : rencontres, Paris, François-Xavier de Guibert, 2003. ISBN 2868398324.
- Entretiens avec Christian Chabanis, Paris, Fayard, 1975.
- Entretiens avec Gustave Thibon, di Philippe Barthelet, Paris, La Place royale, 1988.
- Au soir de ma vie: mémoires recueillis et présentés par Danièle Masson, Paris, Plon, 1993.
- Aux ailes de la lettre : pensées inédites, 1932-1982 : présentées et choisies par Francoise Chauvin, Monaco, Éd. du Rocher, 2006.

### Traduzioni italiane
- Quel che Dio ha unito : Saggio sull'amore, traduzione di Maria Pia Miege, Mazara, Società Editrice Siciliana, 1947.
- Diagnosi : Saggio di fisiologia sociale, prefazione di Gabriel Marcel, traduzione di Giuseppe Casella , Brescia, Morcelliana, 1947.
- La Scala di Giacobbe, traduzione di Maria Pia Miege, Roma, An. Veritas Ed., 1947.
- Il pane di ogni giorno, traduzione di A. M. Ferrero, Brescia, Morcelliana, 1949.
- Vivere in due, traduzione di Luciano Tamburini, Torino, Borla, 1955.
- Crisi moderna dell'amore, Torino, Marietti, 1957.
- Nietzsche o il declino dello spirito, traduzione di C. Cumano, Alba, Edizioni Paoline, 1964.
- L'uomo maschera di Dio, traduzione di Giovanni Visentin, Torino, SEI, 1971.
- Ritorno al reale: nuove diagnosi, traduzione di I. De Giorgi, Roma, G. Volpe, 1972.
- La libertà dell'ordine, Antologia di scritti, traduzione di E. Fumaneri, Verona, Fede & Cultura, 2015.